# Tom Brier
Tom Brier is een Amerikaanse ragtime-componist en pianist. Hij is bekend geworden met video's, gefilmd door vrienden, waarin hij bladmuziek ter plekke leest, en zo goed mogelijk probeert te spelen zonder ooit te hebben geoefend. Ook heeft hij verschillende series stukken ragtime geschreven. Het volledige aantal pianostukken dat Tom Brier schreef is niet precies bekend, maar het zijn er zeker honderden.

## Biografie
Tom Brier was vier jaar toen hij voor het eerst in aanraking kwam met de piano, specifiek met ragtime. Zijn ouders vonden een pianoleraar voor hem, waarna het niet lang duurde voor hij zijn eigen pianostukken noteerde. Op de leeftijd van elf jaar had Tom al tientallen muziekstukken geschreven. Toen hij elf was schreef hij zijn eerste 'serieuze' muziekstuk; Pine Cone rag. Tom Brier trad op tijdens zijn eerste West Coast Ragtime Festival in 1989. Hierna was hij elk jaar een headliner. Ondanks deze 'ragtimestudie' studeerde Tom Brier ook aan de California State University. Hier haalde hij in 1993 zijn 'Bachelor of science' in computer science.
Tot op vandaag de dag heeft Tom Brier zeven solo-albums en een samenwerkingsalbum met Nan Bostick uitgebracht.
- Rising Star (1994)
- Generic (1997)
- Pianola (2000)
- Dualing at the McCoys (met Nan Bostick, 2002)
- Skeletons (2003)
- Rewind (2006)
- Blue Sahara (2009)
- Constellations (2012)

## Ongeluk
In de zomer van 2016 raakte Tom Brier ernstig gewond bij een kop-staartbotsing. Hierbij verloor hij het vermogen om te kunnen lezen, schrijven, praten en piano spelen. Hij woont heden bij zijn ouders waar hij wordt verzorgd. Zijn familie hoopt op voorspoedige verbetering en dat Tom weer muziek zal kunnen schrijven.
- Association for Computing Machinery: 81100024328
- DBLP: 191/0697
- International Standard Name Identifier: 0000 0003 7255 0370
- Library of Congress Control Number: no2007021679
- MusicBrainz: 4ec27ab5-970c-46fc-afcc-94eaaa662d55
- Virtual International Authority File: 63780781